# Li Yuan
Li Yuan (xinès simplificat: 李缘; Yantai, 29 de maig de 2000) és una jugadora de bàsquet xinesa del Shandong Six Stars i de la selecció nacional xinesa.
Va participar en la Copa del Món de bàsquet femení FIBA 2018.